# Vivian Smith
Vivian Smith (Fulton, Kentucky, 23 de octubre de 1891-Iowa City, 28 de octubre de 1961) fue una profesora, activista de los derechos civiles y sufragista estadounidense. Fue la primera estudiante afroamericana en graduarse con una Licenciatura en Inglés en el Iowa State Teachers College (actual Universidad del Norte de Iowa). Smith fue incluida en una exposición itinerante de 2021 en honor a las mujeres sufragistas afroamericanas de Iowa.

## Biografía

### Vida personal
Smith nació en 1891 en Kentucky, hija de Clemmie y Samuel Smith. Se mudó con su familia a Clinton, Iowa, y sus padres trabajaron allí como cocineros de hotel. Poco después de la huelga de los comerciantes de Illinois Central de 1911, la familia se mudó a Waterloo, Iowa, donde Smith asistió a la escuela. Smith se graduó del Iowa State Teachers College, que ahora se conoce como la Universidad del Norte de Iowa, en Cedar Falls, Iowa, en 1916, como la primera estudiante negra en graduarse con una licenciatura en inglés. Fue una de las primeras estudiantes negras en graduarse allí, y la prima de Smith, Murda Beason, se graduó de la misma universidad seis meses antes. Smith era violinista y cantante, a menudo actuando en las reuniones de la Federación de Clubes de Mujeres de Color de Iowa. Formaba parte de la Iglesia Episcopal Metodista Africana.

### Carrera
Smith intentó encontrar trabajo como maestra, pero no pudo encontrar empleo debido a que era negra, y en Waterloo no se contrató a profesores negros sino hasta 1952. Después de ser contratada como limpiadora de casas, Smith más tarde creó el Consejo de Suffragette de Waterloo, que se centró en los derechos de las mujeres. Fue parte de la Federación de Clubes de Mujeres de Color de Iowa como oficial y presidenta del sufragio. Después de ser contratada como profesora, enseñó en Kamrar y Blairsburg en Iowa, así como en Illinois.
Smith fue incluida en una exposición itinerante de un museo en 2021 titulada "Hacia un sufragio universal: Mujeres afroamericanas en Iowa y el voto por todos". La exposición fue creada por la Oficina de Estado de la Mujer del Departamento de Derechos Humanos de Iowa, el Museo Comunitario Central de Iowa y el Centro Carrie Chapman Catt para la Mujer y la Política de la Universidad Estatal de Iowa.